# Coriocella
Coriocella is een geslacht van weekdieren uit de klasse van de Gastropoda (slakken).

## Soorten
- Coriocella fella Er. Marcus & Ev. Marcus, 1970
- Coriocella herberti Drivas & Jay, 1990
- Coriocella hibyae Wellens, 1991
- Coriocella jayi Wellens, 1995
- Coriocella nigra Blainville, 1824
- Coriocella safagae Wellens, 1999
- Coriocella tongana (Quoy & Gaimard, 1832)